# Ophidion
Ophidion é um género botânico pertencente à família das orquídeas (Orchidaceae).